# Vanzac
Vanzac település Franciaországban, Charente-Maritime megyében. Lakosainak száma 191 fő (2022. január 1.). Vanzac Baignes-Sainte-Radegonde, Chantillac, Bran, Léoville és Messac községekkel határos.

## Népesség
A település népessége az elmúlt években az alábbi módon változott:
| Lakosok száma | 228  | 193  | 173  | 175  | 171  | 153  | 148  | 170  | 181  | 191  |
|               | 1968 | 1982 | 1990 | 2006 | 2013 | 2015 | 2017 | 2019 | 2020 | 2022 |